# Шеріл Лі
Шеріл Лі (англ. Sheryl Lee; нар. 22 квітня 1967) — американська акторка, захисниця прав тварин. Найбільш відома за роллю Лори Палмер у культовому телесеріалі «Твін Пікс».

## Біографія
Народилася 22 квітня 1967 року в місті Аугсбург, Західна Німеччина, в сім'ї художниці та архітектора.
Виросла в Боулдері, штат Колорадо. Мріяла стати танцівницею, але заняття танцями довелося залишити через декілька травм і операцій. У 15 років зіграла в шкільній постановці п'єси «Погане насіння». У 1985 році, після закінчення школи Fairview High School, вступила в Американську академію драматичного мистецтва в Пасадені. Навчалася в школі мистецтв Північної Кароліни, National Conservatory Theater в Денвері та Університеті штату Колорадо.

## Кар'єра
Переїхавши в Сієтл, почала працювати в театрі і через деякий час познайомилася з режисером Девідом Лінчем. У 1989 році переїхала до Лос-Анджелеса. У 1990 році Лінч запропонував їй зіграти Лору Палмер в пілотній серії телесеріалу «Твін Пікс». Понад те, спеціально для Шеріл Лі Лінч додав до сценарію нову персонажку — Медді Фергюсон, кузину покійної Лори Палмер. Через два роки акторка повернулася до своєї героїні Лори Палмер у фільмі «Твін Пікс: вогонь, іди зі мною».
Однією з видатних кіноробіт Шеріл Лі стала роль фотографки Астрід Кірхнер у біографічному фільмі «Бітлз: Чотири плюс один» (1994) про ранній період творчості гурту The Beatles. У 1995 році Лі знялася в драмі «Записки з підпілля» — екранізації однойменного роману Фьодора Достоєвського. У 1998 році разом Джеймсом Вудсом і Деніелом Болдвіном працювала у фільмі Джона Карпентера «Вампіри». Роль Катріни, яка поступово ставала вампіркою, принесла Лі номінацію на премію «Сатурн» у категорії найкраща акторка другого плану. Ще однією помітною роллю Шеріл Лі стала Хельга Нот у фільмі «Мати-ніч» — екранізації роману Курта Воненгута «Мати Темрява».

## Особисте життя
Шеріл Лі одружена з музикантом Джессом Даймондом. 2 травня 2000 року народила сина Елая.

## Фільмографія

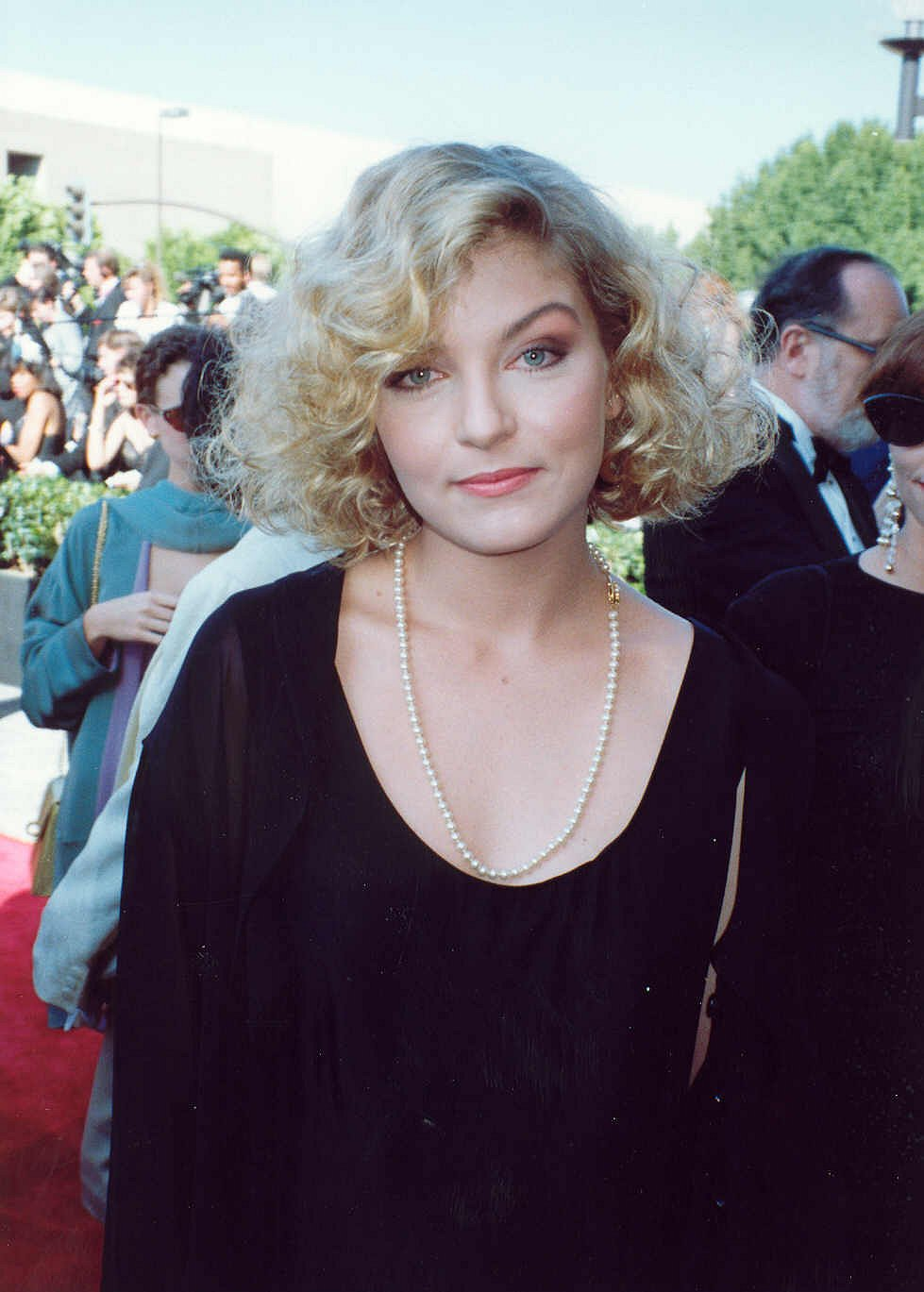
Шеріл Лі, 1990 рік

| Рік       |    | Українська назва               | Оригінальна назва              | Роль                            |
| --------- | -- | ------------------------------ | ------------------------------ | ------------------------------- |
| 1987      | ф  | Рожева Чикита                  | The Pink Chiquitas             | Рожева Чикита                   |
| 1988      | в  | Він не герой                   | He's No Hero                   | Ліз                             |
| 1990      | ф  | Дикі серцем                    | Wild at Heart                  | хороша відьма                   |
| 1990—1991 | с  | Твін Пікс                      | Twin Peaks                     | Медді Фергюсон / Лора Палмер    |
| 1991      | тф | Любов, брехня і вбивство       | Love, Lies and Murder          | Патті Бейлі                     |
| 1992      | с  | Щоденники Червоної Туфельки    | Red Shoe Diaries               | Кейт Ліон                       |
| 1992      | ф  | Твін Пікс: вогонь, іди зі мною | Twin Peaks: Fire Walk with Me  | Лора Палмер                     |
| 1992      | ф  | Принц з Нью-Йорка              | Jersey Girl                    | Тара                            |
| 1994      | ф  | Бітлз: Чотири плюс один        | Backbeat                       | Астрід Кірхнер                  |
| 1994      | с  | Доктор Квін: жінка-лікар       | Dr. Quinn, Medicine Woman      | Катерина / Тремтячий Олень      |
| 1994      | тф | Гвіневра                       | Guinevere                      | Гвіневера                       |
| 1994      | вг | Who Killed Brett Penance?      | Who Killed Brett Penance?      | Люсі Фейрвелл                   |
| 1994      | вг | Who Killed Taylor French?      | Who Killed Taylor French?      | Люсі Фейрвелл                   |
| 1994      | ф  |                                | The Can                        |                                 |
| 1994      | ф  | Не роби цього                  | Don't Do It                    | Мішель                          |
| 1994      | мс | Справжні монстри               | Aaahh!!! Real Monsters         | актриса                         |
| 1995      | тф | За течією річки                | Follow the River               | Мері Інглес                     |
| 1995      | ф  | Убивство                       | Homage                         | Люсі Самуель                    |
| 1995      | ф  | Час падіння                    | Fall Time                      | Петті / Керол                   |
| 1995      | ф  | Записки з підпілля             | Notes from Underground         | Ліза                            |
| 1996      | ф  | Мати-ніч                       | Mother Night                   | Хельга Нот / Ресі Нот           |
| 1997      | ф  | Гори все вогнем                | This World, Then the Fireworks | Лоїс Арчер                      |
| 1997      | тф | Цар Давид: Ідеальний володар   | David                          | Вірсавія                        |
| 1997      | ф  | Блаженство                     | Bliss                          | Марія                           |
| 1997      | ф  | Криваві апельсини              | The Blood Oranges              | Фіона                           |
| 1998      | ф  | Вампіри                        | Vampires                       | Катріна                         |
| 1998      | ф  | Поцілуй небо                   | Kiss the Sky                   | Енді                            |
| 1998      | ф  | Погляд Данте                   | Dante's View                   | Сем Кінгслі                     |
| 1998—1999 | с  | Доктора Лос-Анджелеса          | L.A. Doctors                   | доктор Сара Черч                |
| 1999      | ф  | Танець ангела                  | Angel's Dance                  | Анжеліка Честі                  |
| 2001      | тф | Одружений                      | Hitched                        | Єва Роббінс                     |
| 2002      | ф  | Діти та їхні дні народження    | Children on Their Birthdays    | Елінор Мерфі                    |
| 2003      | тф | Клан                           | Kingpin                        | Марлен Макділлон Каден          |
| 2003      | с  | Без сліду                      | Without a Trace                | Тіна Годжес                     |
| 2004      | с  | Відчайдушні домогосподарки     | Desperate Housewives           | Мері Еліс Янг                   |
| 2005      | ф  | Дорога в рай                   | Paradise, Texas                | Бетсі Кінні                     |
| 2005—2006 | с  | Школа виживання                | One Tree Hill                  | Елізабет Еллі Гарп              |
| 2006      | с  | Доктор Хаус                    | House M.D.                     | Стефанія                        |
| 2006      | с  | Місце злочину: Нью-Йорк        | CSI: NY                        | Еллен Гарнер                    |
| 2006      | тф | Секрети комфортного будинку    | The Secrets of Comfort House   | Венді                           |
| 2007      | тф | Хлопчик                        | Manchild                       | Мері                            |
| 2007      | с  | Душевний стан                  | State of Mind                  | Леслі Петровські                |
| 2007—2009 | с  | Брудні мокрі гроші             | Dirty Sexy Money               | Андреа Смітсон / Андреа Дарлінг |
| 2010      | с  | Теорія брехні                  | Lie to Me                      | Джанет Брукс                    |
| 2010      | с  | Ясновидець                     | Psych                          | доктор Донна Гуден              |
| 2010      | вг | BioShock 2                     | BioShock 2                     | голос                           |
| 2010      | ф  | Зимова кістка                  | Winter's Bone                  | Арлін                           |
| 2011      | ф  | Поля                           | Texas Killing Fields           | Люсі Слайгер                    |
| 2012      | с  | Сприйняття                     | Perception                     | Лейсі Пендерголт                |
| 2014      | ф  | Білий птах в заметілі          | White Bird in a Blizzard       | Мей                             |
| 2014      | ф  | Джекі та Раян                  | Jackie & Ryan                  | Міріам                          |
| 2014      | ф  |                                | The Makings of You             | Джудіу                          |
| 2016      | кф |                                | Dead Ink Archive               | Еллей                           |
| 2017      | с  | Твін Пікс: Повернення          | Twin Peaks: The Return         | Лора Палмер / Керрі Пейдж       |